# Chromosom 4 (Mensch)

Idiogramm des menschlichen Chromosoms 4

Chromosom 4 ist eines von 23 Chromosomen-Paaren des Menschen. Ein gesunder Mensch hat in den meisten seiner Zellen zwei weitgehend identische Kopien dieses Chromosoms.

## Entschlüsselung des Chromosoms 4
Das Chromosom 4 besteht aus 191 Millionen Basenpaaren. Ein Basenpaar ist die kleinste Informationseinheit der DNA. Das Chromosom 4 enthält ungefähr 6 % der gesamten DNA einer menschlichen Zelle. Die Identifizierung der Gene auf diesem Chromosom ist der Teil eines laufenden Prozesses zur Entschlüsselung des menschlichen Erbgutes. Auf dem Chromosom 4 befinden sich zwischen 700 und 1200 Gene. Bei der Sequenzierung im April 2005 wurden 796 Protein-codierende Gene und 778 Pseudo-Gene gefunden. Pseudo-Gene sind nicht mehr funktionsfähige („abgeschaltete“) Gene. Der Anteil an Pseudo-Genen auf Chromosom 4 ist mit fast 50 % ausgesprochen hoch.

## Bekannte Gene auf dem Chromosom 4
Das Chromosom 4 enthält unter anderem folgende Gene:
- AGA
- ANK2: Ankyrin-2
- ANTXR2
- ACVR-1: Activin A-Rezeptor, Typ I
- Complement factor I
- CISD2
- CRMP1: Collapsin response mediator protein 1
- CXCL1: chemokine (C-X-C motif) ligand 1
- CXCL2: chemokine (C-X-C motif) ligand 2
- CXCL3: chemokine (C-X-C motif) ligand 3
- CXCL4: chemokine (C-X-C motif) ligand 4
- CXCL5: chemokine (C-X-C motif) ligand 5
- CXCL6: chemokine (C-X-C motif) ligand 6
- CXCL7: chemokine (C-X-C motif) ligand 7
- CXCL8: Interleukin-8 (IL-8)
- CXCL9: Monokine induced by Gamma-Interferon
- CXCL10: chemokine (C-X-C motif) ligand 10
- CXCL11: chemokine (C-X-C motif) ligand 11
- CXCL12: chemokine (C-X-C motif) ligand 12
- CXCL13: chemokine (C-X-C motif) ligand 13
- CYP4V2
- DOK
- DRD5
- DSPP
- DUX4: Double homeobox, 4
- EGF: Epidermaler Wachstumsfaktor[3][4]
- EVC: Ellis van Creveld-Syndrom
- EVC2: Ellis van Creveld-Syndrom 2
- Factor XI
- FGF2: Fibroblasten-Wachstumsfaktor
- FGFR3: Fibroblast growth factor Rezeptor 3
- FGFRL1: fibroblast growth factor receptor-like 1
- HCL2
- IGJ
- KDR: Kinase insert domain receptor
- MMAA: Methylmalonic aciduria type A protein, mitochondrial
- PHOX2B: Paired-like homeobox 2b
- PKD2: Polycystic Kidney Disease 2
- PLK4: Serine/Threonin-Proteinkinase PLK4
- PTA: Plasma thromboplastin antecedent
- QDPR: quinoid dihydropteridine reductase
- SRP72: Signal Recognition Particle 72 kDa
- SNCA: synuclein, alpha
- STATH
- UCP1: Thermogenin
- UCHL1: Ubiquitin carboxy-terminal hydrolase L1
- UNC5C: Netrin receptor UNC5C
- WFS1
- Huntingtin[5]

## Medizinische Bedeutung

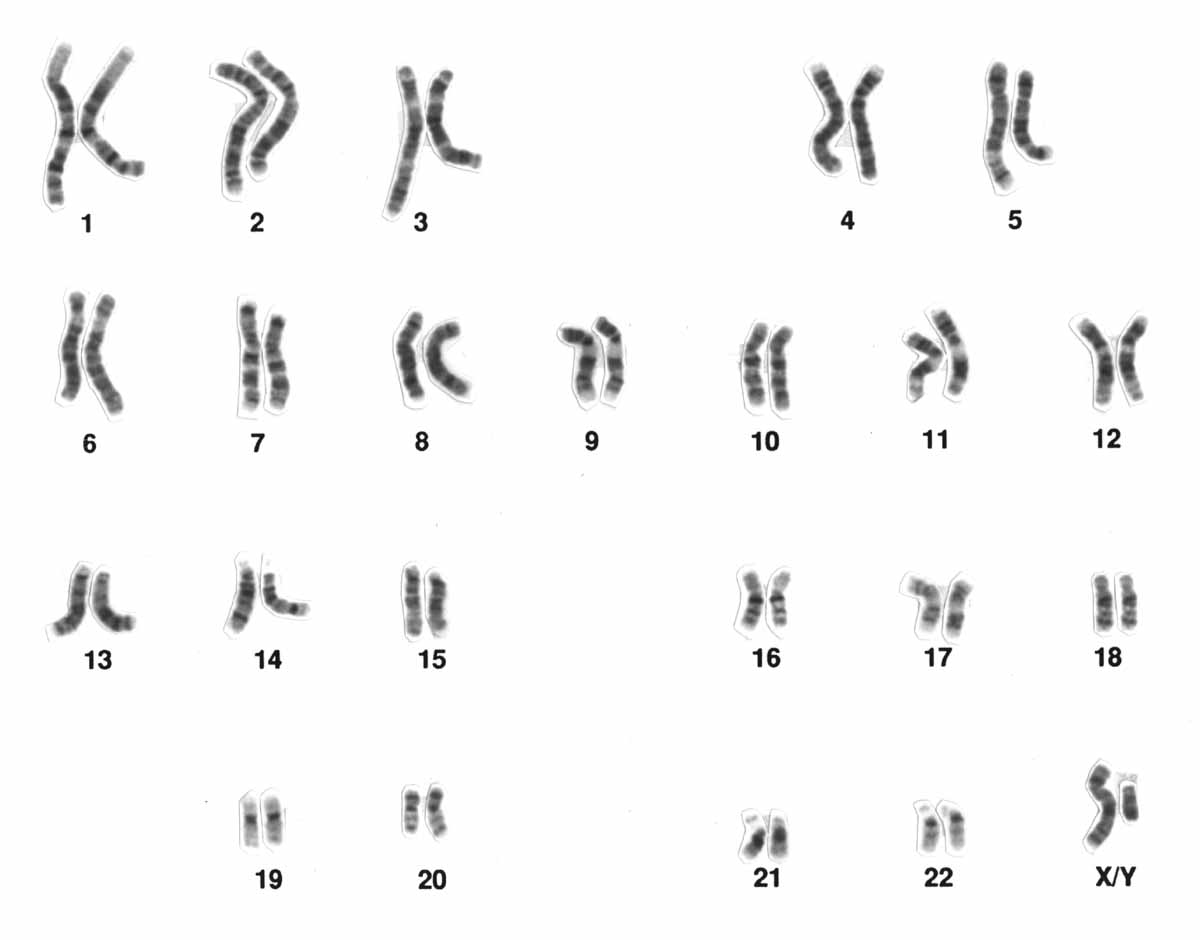
Die 46 Chromosomen des Menschen

Mit den auf dem Chromosom 4 befindlichen Genen werden unter anderem folgende genetisch bedingte Krankheiten oder Symptome in Verbindung gebracht:
- Achondroplasie
- Autosomal-dominante polyzystische Nierenerkrankung (ADPKD)
- Blasenkrebs
- C-Syndrom
- Chorea Huntington
- Chorea minor
- Chronische lymphatische Leukämie
- Fibrodysplasia ossificans progressiva
- Hämolytisch-urämisches Syndrom
- Hypochondroplasie
- Methylmalonazidurie
- Parkinson-Krankheit
- Scheckung
- Thanatophore Dysplasie
- Wolf-Hirschhorn-Syndrom
- Zystenniere